# Diogene Laerzio
Diogene Laerzio (in greco antico: Διογένης Λαέρτιος?, Dioghénēs Laértios; fl. III secolo) è stato uno storico greco antico, la cui opera, Vite dei filosofi, è una delle fonti principali sulla storia della filosofia greca.

## Biografia
Non ci è pervenuta alcuna notizia sulla sua vita; il nome Laerzio potrebbe derivare dalla città di Laerte, in Cilicia, l'odierna Alanya in Turchia; altri, rifacendosi alla sua biografia di Timone di Fliunte, commentata da Apollonide di Nicea, nella quale Diogene chiama quest'ultimo "ὁ παρ' ἡμῶν" ("uno di noi"), ne deducono che egli fosse originario di Nicea; altri ancora, infine, attraverso deduzioni di carattere culturale, pur non pronunciandosi sulla sua origine, ritengono almeno che egli sia prevalentemente vissuto ad Alessandria.
La collocazione della sua fioritura, normalmente posta tra la fine del II secolo e la prima metà del III, viene dedotta dalla sua conoscenza di Sesto Empirico, vissuto nella seconda metà del II secolo d.C., e la citazione del filosofo Potamone di Alessandria come vissuto, dice Diogene, πρὸ ὀλίγου ("poco tempo fa"), operante nei primi anni del III secolo.
Diogene non dichiara esplicitamente la sua appartenenza a una determinata scuola filosofica; tuttavia dai giudizi espressi in alcune biografie traspare un'ostilità verso forme di pensiero superstizioso, la sua simpatia nei confronti di Epicuro e la sua difesa della scuola cinica.

## Opere

### Pammetros
In età giovanile, o quantomeno prima di comporre il suo capolavoro, Diogene Laerzio pubblicò una Raccolta di poesie in metro vario, il Παμμέτρoς, sulle morti illustri, che rifuse alla fine delle biografie dei suoi filosofi, inserendovi 56 epigrammi. Gli epigrammi laerziani, se pure non risultano pessimi come si riteneva fino a fine Ottocento, sono prodotti tecnico-prosopografici, non lontani dall'erudizione che caratterizza i prodotti epigrammatici greci del primo Impero romano.

### Vite e dottrine dei filosofi illustri

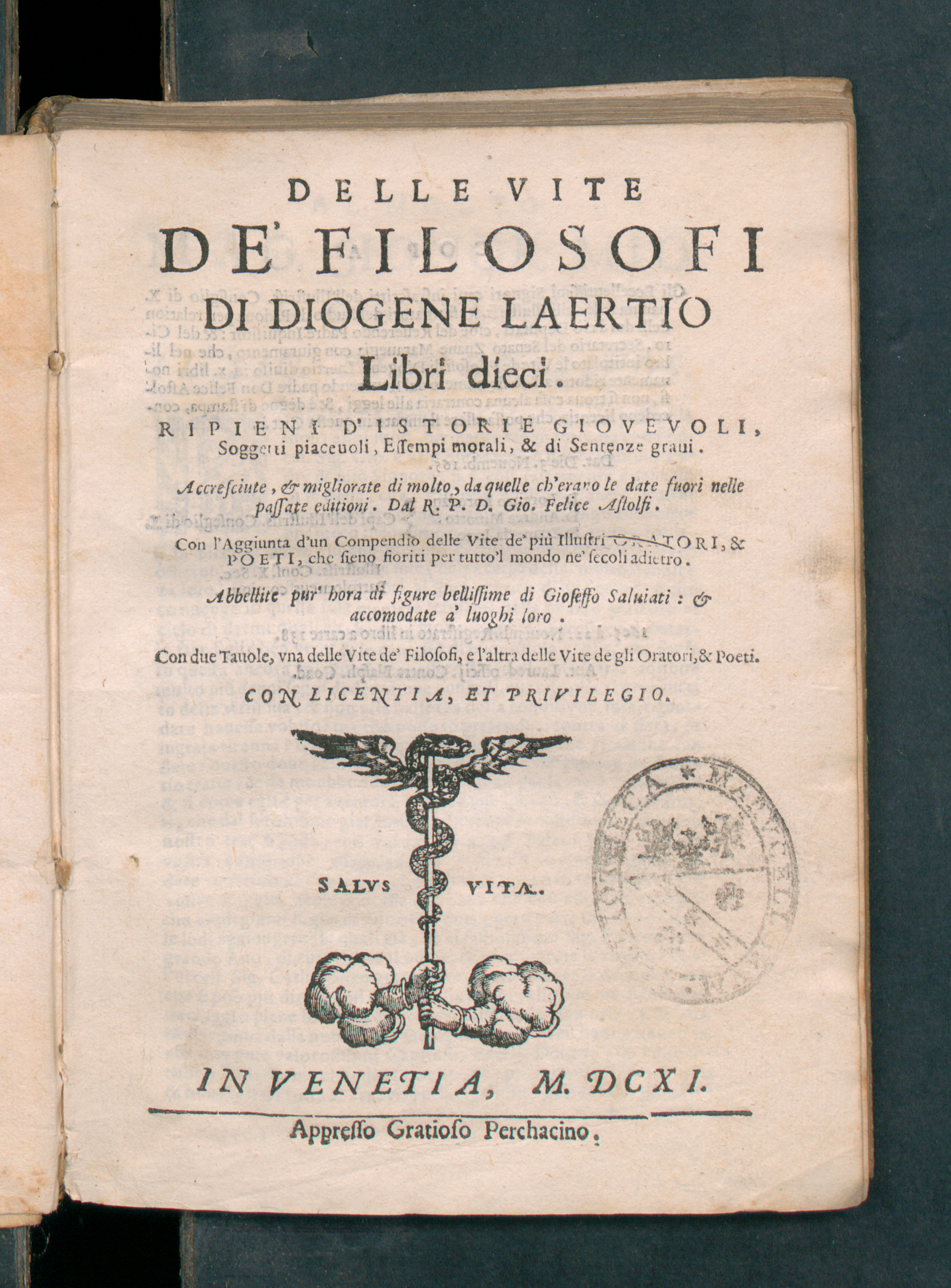
Vitae et sententiae philosophorum, 1611. Dalla Biblioteca europea di informazione e cultura

L'opera più celebre di Diogene Laerzio è Vite e dottrine dei filosofi illustri, in dieci libri, in cui esamina 83 figure di pensatori, dai Sette Sapienti a Epicuro, ove dispone le informazioni per scuole filosofiche, rispettando le successioni dei capi delle scuole filosofiche fissate dalla tradizione.
L'opera è dedicata a una signora, "che apprezza Platone" (φιλοπλάτων); la dedica, tuttavia, non è pervenuta o, più probabilmente, non fu mai scritta, anche perché l'opera mostra anche altrove segni di incompletezza, sicché la destinataria non è stata identificata. La Raccolta ci è, altresì, giunta mutila, in quanto il VII libro, dedicato agli Stoici, si interrompe bruscamente a metà del catalogo degli scritti di Crisippo; ma da indici manoscritti sappiamo che Diogene proseguiva la trattazione dello stoicismo almeno fino a Anneo Cornuto.
I codici principali dell'opera sono il Neapolitanus Borbonicus III B 29, del XII secolo, il Laurentinus 69, 13, del XII secolo e il Parisinus Graecus 1759, del XIII secolo.
Diogene adotta il criterio, tipicamente alessandrino, applicato dalla tradizione a filosofi e letterati, di suddividerne la biografia in "rubriche", sicché esordisce, per ognuno, elencando la stirpe, la patria, il carattere, massime e apoftegmi, le opere (ordinate in cataloghi desunti dalla Biblioteca di Alessandria), la cronologia - con l'acme -, le modalità della morte, gli aneddoti e la dottrina - esposta sulla base di Teofrasto o di Diocle di Magnesia -, il testamento, gli omonimi. A queste rubriche egli aggiunge, di suo, gli epigrammi della sua Pammetros e motivi più umanizzanti, quali il modo in cui un filosofo sia giunto alla filosofia, la distrazione o la misantropia, l'amore della patria o l'autodidattismo.
Le Vite e dottrine dei filosofi illustri sono la più importante fonte di informazioni biografiche sulla filosofia greca, mentre altre fonti di informazioni si possono rinvenire nei filosofi neoplatonici (Giamblico, Proclo e Simplicio) e negli autori patristici dal II al IV secolo d.C. (Clemente di Alessandria, Ippolito di Roma e la Storia ecclesiastica di Eusebio di Cesarea).

### Edizioni
- Diogene Laerzio, Vitae et sententiae philosophorum, In Venetia, Appresso Gratioso Perchacino, 1611.
- Diogenis Laertii, Vitae philosophorum, a cura di Miroslav Marcovich, Stuttgart-Lipsia, Teubner, 1999-2002.. Bibliotheca scriptorum Graecorum et Romanorum Teubneriana, vol. 1: Books I--X; vol. 2: Excerpta Byzantina; v. 3: Indices by Hans Gärtner.
- Diogenes Laertius, Lives of Eminent Philosophers, a cura di Tiziano Dorandi, Cambridge, Cambridge University Press, 2013. (Cambridge Classical Texts and Commentaries, vol. 50, nuova edizione critica).

### Traduzioni italiane
- Diogene Laerzio, Vite dei filosofi, a cura di Marcello Gigante, Bari, Laterza, 1962.
- Diogene Laerzio, Vite e dottrine dei più celebri filosofi, a cura di Giovanni Reale e con la collaborazione di Giuseppe Girgenti e Ilaria Ramelli, Milano, Bompiani, 2005, ISBN 88-452-3301-4.

### Studi recenti
- Aufstieg und Niedergang der römischen Welt (ANRW) Serie II, Volumi 36.5 e 36.6, Berlin-New York, Walter de Gruyter, 1992 (contengono 12 saggi su Diogene Laerzio: 4 in inglese, 2 in francese, 5 in italiano e 1 in tedesco).
- Diogene Laerzio storico del pensiero antico, in "Elenchos", VII (1986) (Atti del Convegno Internazionale, Napoli-Amalfi, 30 settembre-3 ottobre 1985).
- Tiziano Dorandi, Laertiana. Capitoli sulla tradizione manoscritta e sulla storia del testo delle Vite dei filosofi di Diogene Laerzio, Berlin-New York, Walter de Gruyter, 2009.
- Karel Janáček, Studien zu Sextus Empiricus, Diogenes Laertius und zur pyrrhonischen Skepsis, a cura di Jan Janda & Filip Karfik, (Beiträge zur Altertumskunde - Band 249), Berlin-New York, Walter de Gruyter, 2008.
- Walter Lapini, L’Epistola a Erodoto e il bios di Epicuro in Diogene Laerzio. Note testuali, esegetiche e metodologiche, Roma, Edizioni di Storia e Letteratura, 2015.
- Jørgen Mejer, Diogenes Laertius and his Hellenistic Background, Wiesbaden, Steiner, 1978.